# لشکر ۱ پیاده (یونان)
لشکر ۱ پیاده یونان (یونانی: I Μεραρχία Πεζικού «ΣΜΥΡΝΗ» (Ι ΜΠ)) لشکر پیاده‌نظام نیروی زمینی یونان است، که در سال ۱۸۹۷ تأسیس شد. ستاد فرماندهی و پادگان لشکر ۱ یونان در شهر ورویا، مقدونیه قرار دارد.
این لشکر در سال ۱۸۹۷ به عنوان یک لشکر پیاده نظام تأسیس شد و در تمام درگیری‌های اصلی که یونان در آنها درگیر بوده، جنگیده است. در طول جنگ‌های بالکان، لقب «لشکر آهنین» را به دست آورد.
در حال حاضر، مقر آن در ورویا، مقدونیه است. علیرغم عنوانش، دیگر یک لشکر پیاده‌نظام متعارف نیست، بلکه تشکیلاتی متشکل از نیروهای ویژه مختلف ارتش یونان است، نقشی مشابه نقشی که زمانی لشکر سوم نیروهای ویژه که اکنون منحل شده است، بر عهده داشت.